# Programma Viking

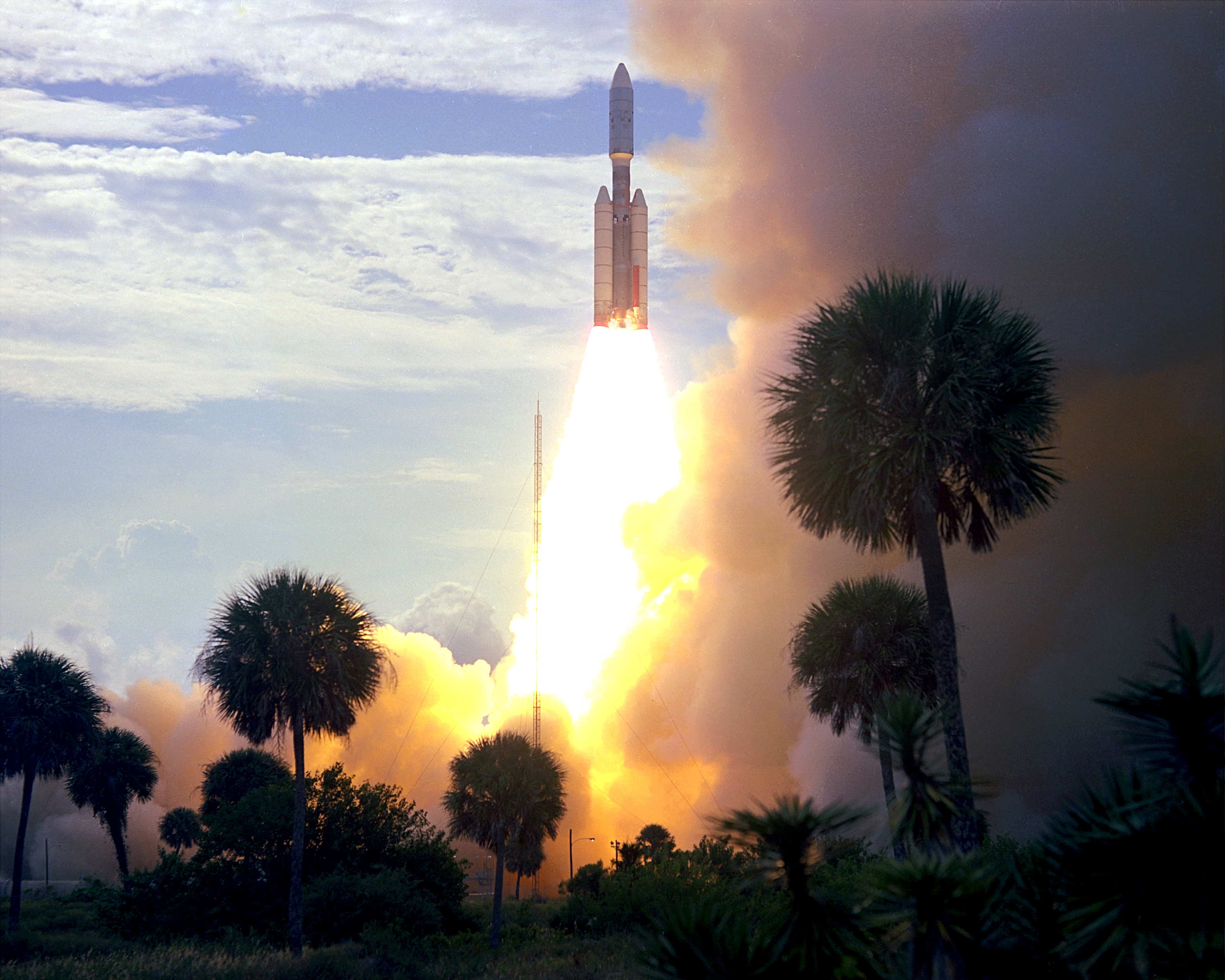
Lancio del Viking 1

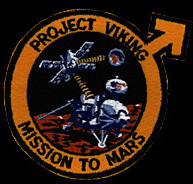
Logo della missione

La missione Viking era costituita da due sonde, la Viking 1 e la Viking 2, ognuna delle quali costituita da un modulo orbitante (orbiter) e un modulo di atterraggio (lander). Gli obiettivi primari della missione erano:
- ottenere immagini ad alta risoluzione di Marte;
- caratterizzare la struttura e la composizione dell'atmosfera e della superficie;
- ricercare tracce di vita aliena.

## Viking 1
Il Viking 1 fu lanciato il 20 agosto 1975 da Cape Canaveral e giunse su Marte circa 10 mesi più tardi, il 19 giugno 1976. Durante il primo mese di permanenza in orbita, la sonda riprese numerosissime immagini della superficie marziana, alla ricerca di un luogo adatto per l'atterraggio. Il 20 luglio il lander del Viking 1 si staccò dall'orbiter e atterrò sulla superficie di Marte, in Chryse Planitia, a 22,3° latitudine nord e 48,0° Longitudine est, un luogo vicino a quello originariamente programmato come destinazione, ma giudicato non adatto dopo lo studio effettuato sulle immagini ricevute dall'orbiter.
Il lander era stato precedentemente sterilizzato in modo accurato durante l'assemblaggio sulla Terra, allo scopo di evitare qualunque possibile forma di contaminazione del suolo marziano.
Inizialmente il primo lander sarebbe dovuto arrivare in una zona il più possibile sicura, pianeggiante, ben visibile e priva di ostacoli, in modo che il secondo lander, in caso positivo del primo, avrebbe potuto essere posizionato in una situazione più creativa ed ambiziosa, con qualche rischio in più avendo già un lander posizionato e funzionante. La missione fu un successo totale: entrambi i lander furono piazzati dove il Team operativo aveva pensato di indagare i fenomeni atmosferici e chimico-fisici di zone differenti.
La durata prevista della missione era di 90 giorni a partire dal momento dell'atterraggio, ma sia il lander che l'orbiter continuarono ad operare ben oltre i termini previsti. L'orbiter continuò a funzionare per ben 4 anni oltre il termine previsto per la missione Viking 1, inviando, insieme alla sonda gemella Viking 2, più di 1400 immagini del pianeta, con risoluzione compresa tra 300 e 150 metri e, in alcune particolari regioni, addirittura di 8 metri per pixel.
La missione principale del progetto Viking terminò il 15 novembre 1976, 11 giorni prima della congiunzione di Marte (il suo passaggio dietro al Sole). Dopo la congiunzione, a metà dicembre del 1976, i tecnici a Terra ristabilirono i contatti di telemetria e di comando, ed ebbero inizio le operazioni relative alla missione estesa. L'orbiter rimase operativo fino al 7 agosto 1980, quando, dopo aver compiuto 1489 orbite intorno a Marte, esaurì il carburante necessario a mantenere i suoi pannelli solari orientati verso il Sole, e fu quindi spento dalla Terra. Le trasmissioni del lander cessarono invece l'11 novembre 1982, nonostante i ripetuti tentativi dalla Terra di ristabilire le comunicazioni, continuati per 6 mesi e mezzo.
La missione fu poi definitivamente dichiarata terminata il 21 maggio 1983, più di 6 anni e mezzo dopo la data prevista inizialmente dai progettisti.

## La missione

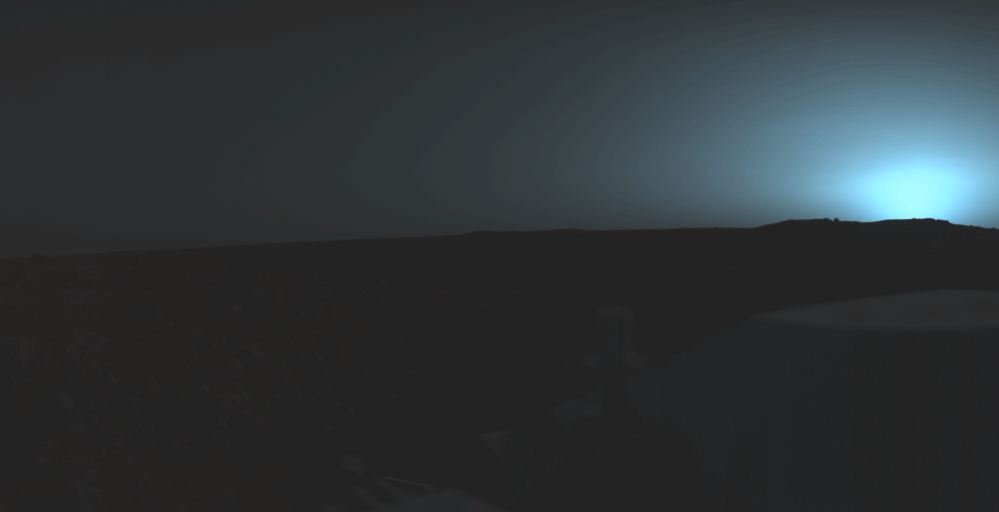
Alba marziana ripresa dal Viking 1

Gli scopi ed esperimenti principali del programma erano rivolti al rilevamento di attività biologiche e quindi riservati alla ricerca della vita. Il test sulla vita diede risultato positivo mentre l'esperimento sulla presenza di composti organici alla base della vita diede un risultato negativo. In questa situazione era ovvio che il risultato fosse errato ed inconclusivo in quanto o il primo o il secondo test erano errati, fornendo risultati contrastanti, e così fu archiviato come esperimento non conclusivo, ambiguo ed equivoco. Solo dopo più di 30 anni furono scoperti composti organici eventualmente possibili anche alla base della vita, e quindi attualmente sono ridiscusse tutte le conclusioni a cui erano concordi gli esperti negli anni '70. 

### Sismologia
Il lander del Viking 1 conteneva diverse apparecchiature scientifiche, tra le quali un sismometro, che però, a differenza di quello montato sulla sonda gemella Viking 2, non funzionò. Tuttavia, quello installato sulla seconda sonda rivelò solo un singolo evento di probabile origine sismica durante tutta la durata della missione.

### Life test
I tre esperimenti di biologia condotti dal Biology Flight Team della dottoressa Patricia Ann Straat, rivelarono reazioni chimiche inattese sulla superficie marziana, ma non diedero una chiara dimostrazione inconfutabile dell'esistenza di microorganismi nel terreno circostante al lander. Il principale degli esperimenti, detto "life test", ideato da Gilbert Levine sul metabolismo eterotrofico tipico del metabolismo animale, esponeva vari tipi di nutrienti, tipo glicina, alanina e altri aminoacidi otticamente attivi includendoli in forma destrogira e levogira, acido glicolico e lattato carboidrato in entrambe le forme levogira e destrogira, in modo che tutti i tipi di isomeri più comuni sulla terra fossero inclusi, rilasciandoli sul suolo marziano, preparati in modo che fossero marcati radioattivamente contenendo carbonio radioattivo; il principio sperimentale prevedeva che se i nutrienti fossero stati processati da una forma di vita, ad esempio microbica, si sarebbe prodotto un gas a base carbonica, come monossido o biossido di carbonio o metano, e quindi si sarebbe potuto rilevare in quanto radioattivo; come controprova si sarebbe sterilizzato il suolo alla temperatura di 160 °C, uccidendo ogni eventuale traccia di metabolismo animale, ripetendo il test dei nutrienti. Su entrambi i lander il test fu positivo e venne rilevato gas radioattivo, ripetutamente per 7 giorni e ripetuto 2 volte; il test di controllo venne effettuato solo su uno dei due lander e col suolo sterilizzato ad alta temperatura non si verificò emissione di gas radioattivo; apparentemente i test biologici attestavano la presenza di microorganismi nel suolo che, metabolizzando attivamente i nutrienti radioattivi, emettevano gas radioattivo, mentre col suolo sterilizzato i nutrienti non venivano metabolizzati e non c'era emissione di gas radioattivo. Il team fu entusiasta ma dopo molte discussioni altri ricercatori contestarono i risultati avanzando articolate spiegazioni alternative di processi chimici superossidanti in grado di generare gas dai nutrienti, e che quindi avrebbero potuto invalidare i risultati del life test, ma non spiegando perché nel controtest con suolo sterilizzato non vi fosse emissione di gas; infine venne deciso che sarebbero stati necessari altri esperimenti in forma diversa, separando 7 tipi di nutrienti per ottenere evidenze ed avere una risposta definitiva, ma, per cambi strategici e politici interni alla NASA, non vennero più presi in considerazione i life test nelle successive missioni in quanto giudicati inaffidabili.
Secondo la maggioranza degli esperti, al momento attuale non esisterebbe vita sulla superficie di Marte, a causa della combinazione di irradiazione ultravioletta, assenza di acqua e natura ossidante del suolo, secondo una minoranza invece sarebbe attualmente possibile a causa della presenza di acqua in molte zone sotto forma di ghiaccio e in alcune in forma liquida, le forme di vita sarebbero protette dagli ultravioletti nel suolo, anche solo a pochi millimetri di profondità, inoltre a causa del basso potere ossidante e la natura del suolo che ha un ph ospitale intorno ad 8, la presenza di perclorati (ClO4-) che alcuni batteri terrestri addirittura utilizzano per vivere, potrebbero esistere attualmente batteri su Marte, anche come suggerito dalla presenza di composti di carbonio kerogenici, catene lipidiche e vari carboidrati, metano ed ossigeno; resta comunque aperta la questione sulla possibilità di esistenza di forme di vita su Marte in epoche passate.

### Spettrometria
I gascromatografi e gli spettrometri di massa GCMS installati su entrambi i lander non trovarono alcuna traccia neppure minima della presenza di reazioni chimiche di tipo organico (che poi invece furono rilevate in forma di metano e macromolecole organiche nel 2019), ma fornirono preziosissimi dati relativi alla composizione del suolo e dell'atmosfera marziana.
Per gli esperti alla NASA questa fu la pietra tombale sulla ricerca della vita su Marte: senza basi organiche la vita attualmente sarebbe stata assente ed impossibile. Il pianeta fu ritenuto un deserto inospitale senza acqua e senza vita.
Dopo la effettiva scoperta di composti organici su Marte tra il 2015 e il 2019, per spiegare i risultati negativi dei Viking fu ipotizzato che il rilevamento sia stato falsato dal metodo di funzionamento di questi strumenti che con riscaldamento del materiale oltre i 300 C combinato con le caratteristiche del suolo ed ambiente marziano lievemente ossidante, a quella temperatura però capace di distruggere ogni sostanza organica, abbia bruciato ogni composto organico al carbonio invece di rilevarlo.

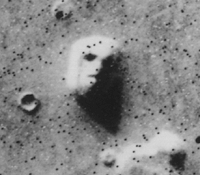
Immagine ripresa dall'orbiter del Viking 1, in cui compare il famoso Volto su Marte

### Energia
Le apparecchiature a bordo del lander erano alimentate da un generatore termoelettrico a radioisotopi che forniva 70 watt di potenza, i quali dovevano essere opportunamente amministrati per garantire, oltre al funzionamento degli apparati elettronici, anche il mantenimento della giusta temperatura, per la conservazione e il funzionamento di tutto il sistema.

### Ambiente
Le temperature nel luogo di atterraggio del Viking 1, situato nella zona "tropicale", variavano tra -14 °C il giorno e -77 °C la notte, mentre nel sito del Viking 2, in zona temperata, variavano tra 4 °C e -120 °C.
La pressione dell'aria, molto variabile nell'arco della giornata a causa della sublimazione e ricondensazione continua delle calotte polari, variava tra 6,8 e 9,0 millibar nel sito del Viking 1, e tra 7,3 e 10,8 in quello del Viking 2. Per confronto, sulla Terra al livello del mare la pressione è di 1000 millibar.